# روتزو
روتزو (بالإيطالية: Rotzo)‏ هي بلدية في مقاطعة فشنزة في منطقة فنيتة الإيطالية.